# World Atlas of Language Structures
El World Atlas of Language Structures és una base de dades de propietats estructurals (fonològiques, gramaticals, lèxiques) de les llengües reunides des de materials descriptius. Va ser publicat per primera vegada per Oxford University Press en format de llibre amb CD-ROM en 2005, i va ser llançat com a segona edició en internet l'abril de 2008. Se n'encarrega del seu manteniment l'Institut Max Planck d'Antropologia Evolutiva i la Biblioteca Digital Max Planck. Els editors són Martin Haspelmath, Matthew S. Dryer, David Gil i Bernard Comrie.
L'atlas proporciona informació sobre la ubicació, l'afiliació lingüística i trets tipològics bàsics característics d'un gran nombre de llengües del món. Interactua amb Google Maps. La informació de l'atles es publica sota una llicència Creative Commons.

## Obra
- Haspelmath, Martin; Dryer, Matthew S.; Gil, David; Comrie, Bernard. Max Planck Digital Library. The World Atlas of Language Structures Online (en anglès), 2011. ISBN 978-3-9813099-1-1.